# Atticus Ross
Atticus Matthew Cowper Ross (Londen, 16 januari 1968) is een Brits componist, muzikant en muziekproducent.
Ross studeerde aan de Eton College in Windsor en was midden jaren negentig actief bij Tim Simenon (Bomb The Bass) en bij zijn eigen band 12 Rounds, waar ook zijn vrouw Claudia Sarne (zangeres) en zijn broer Leopold Ross lid waren. Ross was ook actief bij onder meer de bands Tapeworm, Error, How to Destroy Angels en Nine Inch Nails met zanger en muzikant Trent Reznor. Bij de laatste was Ross vooral actief als producent en schrijver. In 2004 componeerde hij de muziek voor de televisieserie Touching Evil. Ross bekendste werken zijn soundtracks in samenwerking met Reznor. Ross en Reznor wonnen met de originele filmmuziek van de film The Social Network in 2011 een Oscar en met de originele filmmuziek van de film Soul in 2021 hun tweede Oscar.

## Filmografie
- 2008: New York, I Love You (segment "Allen Hughes")
- 2010: The Book of Eli (met Leopold Ross en Claudia Sarne)
- 2010: The Social Network (met Trent Reznor)
- 2011: Días de gracia
- 2011: The Girl with the Dragon Tattoo (met Trent Reznor)
- 2013: Broken City (met Leopold Ross en Claudia Sarne)
- 2014: Love & Mercy
- 2014: Gone Girl (met Trent Reznor)
- 2015: Blackhat (met Harry Gregson-Williams en Leopold Ross)
- 2016: Triple 9 (met Leopold Ross, Claudia Sarne en Bobby Krlic)
- 2016: Patriots Day (met Trent Reznor)
- 2017: Death Note (met Leopold Ross)
- 2018: Mid90s (met Trent Reznor)
- 2018: A Million Little Pieces (met Leopold Ross en Claudia Sarne)
- 2018: Bird Box (met Trent Reznor)
- 2019: Waves (met Trent Reznor)
- 2019: Earthquake Bird (met Leopold Ross en Claudia Sarna)
- 2020: Soul (met Trent Reznor)
- 2020: Mank (met Trent Reznor)
- 2022: Bones and All (met Trent Reznor)
- 2022: Empire of Light (met Trent Reznor)
- 2023: Teenage Mutant Ninja Turtles: Mutant Mayhem (met Trent Reznor)
- 2023: The Killer (met Trent Reznor)
- 2024: Challengers (met Trent Reznor)
- 2024: Queer (met Trent Reznor)

## Overige producties

### Computerspellen
- 2017: FIFA 17

### Televisieseries
- 2004: Touching Evil (met Leopold Ross en Claudia Sarne)
- 2015: Fear the Walking Dead (titelmuziek)
- 2016: Outcast (met Leopold Ross en Claudia Sarne)
- 2019: Watchmen (met Trent Reznor)
- 2020: Dispatches from Elsewhere (met Leopold Ross en Claudia Sarne)
- 2021: Dr. Death (met Leopold Ross en Nick Chuba)
- 2024: Shōgun (met Leopold Ross en Nick Chuba)

### Documentaires
- 2015: Crocodile Gennadiy (met Leopold Ross en Bobby Krlic)
- 2016: Before the Flood (met Trent Reznor, Gustavo Santaolalla en Mogwai)

## Prijzen en nominaties

### Academy Awards
| Jaar | Titel              | Categorie        | Uitslag     |
| ---- | ------------------ | ---------------- | ----------- |
| 2011 | The Social Network | Beste filmmuziek | Gewonnen    |
| 2021 | Mank               | Beste filmmuziek | Genomineerd |
| 2021 | Soul               | Beste filmmuziek | Gewonnen    |

### BAFTA Awards
| Jaar | Titel                           | Categorie        | Uitslag     |
| ---- | ------------------------------- | ---------------- | ----------- |
| 2012 | The Girl with the Dragon Tattoo | Beste filmmuziek | Genomineerd |
| 2021 | Mank                            | Beste filmmuziek | Genomineerd |
| 2021 | Soul                            | Beste filmmuziek | Gewonnen    |

### Emmy Awards
| Jaar | Titel    | Categorie | Uitslag     |
| ---- | -------- | --- | ----------- |
| 2020 | Watchmen | Beste muziekcompositie voor een beperkte serie, film of special (originele dramatische muziek), voor "It's Summer and We're Running Out of Ice" | Gewonnen    |
| 2020 | Watchmen | Beste originele muziek en teksten, voor het lied The Way It Used to Be van afl. "This Extraordinary Being"                                      | Genomineerd |
| 2024 | Shōgun   | Beste titelmuziek | Genomineerd |
| 2024 | Shōgun   | Beste muziekcompositie voor een serie (originele dramatische partituur), voor "Servants Of Two Masters"                                         | Genomineerd |

### Golden Globe Awards
| Jaar | Titel                           | Categorie                             | Uitslag     |
| ---- | ------------------------------- | ------------------------------------- | ----------- |
| 2011 | The Social Network              | Beste filmmuziek                      | Gewonnen    |
| 2012 | The Girl with the Dragon Tattoo | Beste filmmuziek                      | Genomineerd |
| 2015 | Gone Girl                       | Beste filmmuziek                      | Genomineerd |
| 2021 | Mank                            | Beste filmmuziek                      | Genomineerd |
| 2021 | Soul                            | Beste filmmuziek                      | Gewonnen    |
| 2025 | Challengers                     | Beste filmmuziek                      | Gewonnen    |
| 2025 | Challengers                     | Beste nummer, voor Compress / Repress | Genomineerd |

### Grammy Awards
| Jaar | Titel                           | Categorie                                     | Uitslag     |
| ---- | ------------------------------- | --------------------------------------------- | ----------- |
| 2013 | The Girl with the Dragon Tattoo | Beste partituur soundtrack voor visuele media | Gewonnen    |
| 2015 | Gone Girl                       | Beste partituur soundtrack voor visuele media | Genomineerd |
| 2022 | Soul                            | Beste partituur soundtrack voor visuele media | Gewonnen    |
| 2025 | Challengers                     | Beste partituur soundtrack voor visuele media | Genomineerd |
| 2025 | Shōgun                          | Beste partituur soundtrack voor visuele media | Genomineerd |